# Hardanger Folkemuseum
Das Hardanger Folkemuseum ist ein Volkskundemuseum mit Freilichtteil in Utne in der südwestnorwegischen Region Hardanger.
Das Museum wurde 1911 gegründet und ist das älteste Volksmuseum in Hordaland (Provinz Vestland). Das Museum zeigt Ausstellungen zur Hardanger Kultur und Geschichte sowie wechselnde Kunstausstellungen. Ein Teil des Museums ist ein Freilichtmuseum mit bis zu 800 Jahre alten Gebäuden. Zwischen den Gebäuden des Freilichtmuseums befindet sich ein Obstgarten mit verschiedensten Apfel- und Pflaumensorten. Weitere Sehenswürdigkeiten sind das alte Schulhaus aus Djønno, die Textilsammlung, Musikinstrumenten, sowie ein Bootshaus und ein Speichergebäude.